# Josep Maria Tremoleda Álvarez
Josep Maria Tremoleda Álvarez (Barcelona, 1946) és un dissenyador industrial català.
Estudia l'especialitat en la primera promoció d'aquesta disciplina a l'Escola Massana de Barcelona on va tenir com a mestre a Santiago Pey. El 1968 forma l'estudi Equip de disseny amb Josep Maria Massana Flotats (Barcelona 1947), Francesc Miravilles i Domènec.
Tots ells van ser membres fundadors el 1973 de 114, botiga de mobles i objectes per a la llar i estudi d'interiorisme que el 1981 es converteix en Mobles 114, editora de mobles, complements i llums.
Els seus dissenys es caracteritzen per l'alt nivell de qualitat tecnològica i funcional, alhora que intenten aconseguir la màxima optimització dels costos de producció. Josep Maria Tremoleda va ser president de l'ADI-FAD entre el 1989 i el 1990 i fundador de RED (Reunión de Empresas de Diseño) el 1993. La seva tasca ha estat reconeguda amb nombrosos premis com el Premio Nacional de Diseño a Mobles 114 l'any 2001. Alguns dels seus dissenys més emblemàtics són la prestatgeria TRIA (1978) o el banc Havana (1990).